# Pierre Cressoy
Pierre Cressoy, de son vrai nom Pierre Cresson, né le 25 mars 1924 à Vendôme (Loir-et-Cher) et mort le 31 octobre 1980 à Gorbio (Alpes-Maritimes), est un acteur français.

## Biographie
Après sa terminale au lycée Henri IV de Paris, et son baccalauréat en poche, Pierre Cressoy commence par suivre des études de médecine pour faire plaisir à son père, attaché militaire, mais il abandonne moins d'un an plus tard pour entrer au conservatoire d'art dramatique suivre les cours de Maurice Escande et d'André Brunot. Il fait ses débuts au théâtre en 1944 avec Andromaque de Racine, joue en 1945 dans L'Aiglon (rôle-titre) d'Edmond Rostand. On le voit ensuite en 1945 dans Fédérigo de René Laporte, au théâtre des Mathurins, dans Je vivrai un grand amour et Cent sept minutes, deux pièces de Stève Passeur, et aussi dans Du côté de chez Proust de Curzio Malaparte.
Ceci l'amène au cinéma où il fait durant quelques années figure d'espoir ; ses deux premiers films sont La Dernière Chevauchée (1947, avec Jacques Dumesnil et Mireille Balin) et Le Dolmen tragique (1948, avec André Alerme, Roland Armontel et Paulette Dubost), réalisés par Léon Mathot. Le cinéma français ne lui offrant pas les rôles espérés (malgré deux premiers rôles notamment dans Le Grand Cirque de Georges Péclet, en 1950, aux côtés de Pierre Larquey et Édouard Delmont), il choisit en 1952 de poursuivre sa carrière en Italie, à Cinecittà.
Ainsi, Pierre Cressoy contribue à de nombreux films italiens (ou coproductions), en particulier dans les genres du péplum (ex. : David et Goliath de Richard Pottier et Ferdinando Baldi, en 1960, avec Orson Welles et Eleonora Rossi Drago) et du western « spaghetti » (ex. : Navajo Joe de Sergio Corbucci, en 1966, avec Burt Reynolds). Dans ses quelques films de ce « sous-genre » du western, il est parfois crédité sous les pseudonymes de Peter Cabot ou de Peter Cross. Mais en définitive, le cinéma italien le cantonne aussi à des prestations secondaires, en dépit de quelques premiers rôles : dans Verdi (Giuseppe Verdi) de Raffaello Matarazzo (1953, avec Anna Maria Ferrero), il personnifie le compositeur Giuseppe Verdi ; deux ans après, il interprète un autre compositeur italien, Pietro Mascagni, dans Mélodies immortelles de Giacomo Gentilomo (1955, avec Carla Del Poggio) ; et dans Haine, Amour et Trahison de Mario Bonnard (1954), il est le jeune premier, aux côtés de Brigitte Bardot et Lucia Bosé.
En tout, il apparaît dans cinquante films « européens », le dernier (Pianeta Venere d'Elda Tattoli) sorti en 1974. S'y ajoute en 1956 un film australien de Lee Robinson et Marcello Pagliero, L'Odyssée du capitaine Steve et un film japonais de Seiichi Fukuda (ja), Zoku nitôhei monogatari: Nanpô kotô no maki (続二等兵物語 南方孤島の巻). De plus, il est figurant dans le classique américain de la science-fiction La Guerre des mondes de Byron Haskin (1953), à l'occasion d'un bref séjour en Californie, effectué dans l'espoir (vite avorté) d'une carrière hollywoodienne.
Il fut longtemps le compagnon d'Hélène Rémy qui consacra l'essentiel de sa carrière au cinéma italien. Après leur rupture, il épousa Françoise Mafranc et le couple se retira à Juan-les-Pins. Mort d'un cancer du poumon au centre de pneumologie de Gorbio, il est inhumé au cimetière des Aix-d'Angillon.

## Théâtre (sélection)

### Pièces jouées à Paris
- 1941 : 800 mètres d' André Obey mise en scène de Jean-Louis Barrault, Stade Roland-Garros
- 1944 : Le « Oui » des jeunes filles de Léon Ruth, avec Maurice Escande, Théâtre de la Gaîté-Lyrique
- 1944 : Andromaque de Racine, mise en scène Jean Marais, Théâtre Édouard VII, Phylade
- 1945 : L'Aiglon d'Edmond Rostand, mise en scène Maurice Lehmann, avec Pierre Morin, rôle-titre, en alternance avec Jeanne Boitel, Théâtre du Chatelet
- 1947 : Je vivrai un grand amour de Steve Passeur, avec Michèle Alfa, Jacqueline Delubac, Jean Marchat, Théâtre des Mathurins

## Filmographie
- 1947 : La Dernière Chevauchée de Léon Mathot
- 1948 : Le Dolmen tragique de Léon Mathot
- 1949 : Au grand balcon d'Henri Decoin
- 1949 : Mademoiselle de La Ferté de Roger Dallier
- 1950 : Le Grand Cirque de Georges Péclet
- 1950 : Banco de prince de Michel Dulud
- 1951 : Caroline chérie de Richard Pottier
- 1951 : Duel à Dakar de Georges Combret et Claude Orval
- 1952 : À la pointe de l'épée (A fil di spada) de Carlo Ludovico Bragaglia
- 1952 : Mélodies immortelles (Melodie immortali) de Giacomo Gentilomo
- 1953 : La Guerre des mondes (The War of the Worlds) de Byron Haskin (figuration)
- 1953 : Panique à Gibraltar (I sette dell'orsa maggiore) de Duilio Coletti
- 1953 : Les Infidèles (Le infedeli) de Mario Monicelli et Steno
- 1953 : Phryné, courtisane d'Orient (Frine, cortigiana d'Oriente) de Mario Bonnard
- 1953 : Le Sac de Rome (Il sacco di Roma) de Ferruccio Cerio
- 1953 : Les Compagnes de la nuit de Ralph Habib
- 1953 : Verdi (Giuseppe Verdi) de Raffaello Matarazzo
- 1953 : Pour toi, j'ai péché (Per salvarti ho peccato) de Mario Costa
- 1954 : Haine, Amour et Trahison (Tradita) de Mario Bonnard
- 1954 : Le Masque de fer (Il prigioniero del re) de Richard Pottier
- 1954 : Les Enfants de la violence (Guai ai vinti) de Raffaello Matarazzo
- 1954 : L'Ombre de Giorgio Bianchi
- 1954 : Femmes libres (Una donna libera) de Vittorio Cottafavi
- 1955 : Les Cinq dernières minutes (Gli ultimi cinque minuti) de Giuseppe Amato
- 1956 : L'Odyssée du capitaine Steve (Walk Into Paradise) de Lee Robinson et Marcello Pagliero
- 1956 : Zoku nitôhei monogatari: Nanpô kotô no maki (続二等兵物語 南方孤島の巻?) de Seiichi Fukuda (ja)
- 1957 : Belles de l'air (Le belle dell'aria) de Mario Costa et Eduardo Manzanos Brochero
- 1957 : La Capinera (La chiamavan Capinera...) de Piero Regnoli
- 1958 : Brèves Amours (Vacanze d'inverno) de Camillo Mastrocinque et Giuliano Carnimeo
- 1958 : Bataille devant Tobrouk (Il prezzo della gloria) d'Antonio Musu
- 1958 : Le Désert de la gloire (El Alamein) de Guido Malatesta
- 1959 : Le Chevalier du château maudit (Il cavaliere del castello maledetto) de Mario Costa
- 1959 : Le donne ci tengono assai d'Antonio Amendola
- 1959 : Brèves Amours (Vacanze d'inverno) de Camillo Mastrocinque et Giuliano Carnimeo
- 1959 : Seule contre les Borgia (Caterina Sforza, la leonessa di Romagna) de Giorgio Walter Chili
- 1960 : Caccia al marito de Marino Girolami
- 1960 : David et Goliath (David e Golia) de Richard Pottier et Ferdinando Baldi
- 1961 : Les Mongols (I mongoli) d'André De Toth
- 1962 : Marco Polo de Piero Pierotti et Hugo Fregonese
- 1964 : Hélène, reine de Troie (Il leone di Tebe) de Giorgio Ferroni
- 1964 : La Terreur des gladiateurs (Coriolano : Eroe senza patria) de Giorgio Ferroni
- 1964 : Les Pirates de la Malaisie (I pirati della Malesia) d'Umberto Lenzi
- 1964 : Le Triomphe d'Hercule (Il trionfo di Ercole) d'Alberto De Martino
- 1964 : Samson et le trésor des Incas (Sansone e il tesoro degli Incas) de Piero Pierotti
- 1965 : Squillo de Mario Sabatini
- 1965 : Le Dollar troué (Un dollaro bucato) de Giorgio Ferroni
- 1966 : Sept Écossais du Texas (Sette pistole per i MacGregor) de Franco Giraldi
- 1966 : Navajo Joe de Sergio Corbucci
- 1966 : Adiós gringo de Giorgio Stegani
- 1969 : Raptus de Marino Girolami
- 1970 : Les Tulipes de Haarlem (I tulipani di Haarlem) de Franco Brusati
- 1971 : La Grande Chevauchée de Robin des Bois (L'arciere di fuoco) de Giorgio Ferroni
- 1972 : Pianeta Venere d'Elda Tattoli